# Marcel Bertrand
Marcel Bertrand (Bondy, 13 aprile 1899 – Troyes, 19 marzo 1933) è stato un calciatore francese, di ruolo difensore.

## Carriera

### Nazionale
Ha collezionato 5 presenze con la propria nazionale.

## Palmarès
- Campionato francese: 1

Sete:1938-39